# Rabi’a al-Adawijja
Rabi’a al-Adawijja (arab. رابعة العدوية, zm. 801) – mistyczka arabska z Basry. O jej życiu, obrosłym legendami hagiograficznymi, brak wiarygodnych źródeł historycznych.
Pochodziła z ubogiej rodziny. W dzieciństwie została porwana i sprzedana w niewolę. Wyzwolona, oddała się ascetyzmowi najpierw na pustyni, potem w Basrze.
Z jej twórczości zachowały się poezje, których tematem jest miłość doczesna i boska. Uchodzą za najwcześniejsze utwory tego typu powstałe w muzułmańskim środowisku mistycznym.